# Acanthocreagris serianii
Acanthocreagris serianii är en spindeldjursart som beskrevs av Giulio Gardini 1998. Acanthocreagris serianii ingår i släktet Acanthocreagris och familjen helplåtklokrypare. Inga underarter finns listade i Catalogue of Life.